# Hercynella margelana
Hercynella margelana är en fjärilsart som beskrevs av George Thomas Bethune-Baker 1893. Hercynella margelana ingår i släktet Hercynella och familjen Crambidae. Inga underarter finns listade i Catalogue of Life.